# 比爾肯娜
比爾肯娜（希腊语：Βιρκέννα， ?—前272年），她是伊利里亞公主，後來成為伊庇魯斯摩羅西亞國王皮洛士的王后。
比爾肯娜是達耳達尼亞國王巴爾德里斯二世的女兒。她約在前292年嫁給伊庇魯斯摩羅西亞國王皮洛士，成為他第五位王后。皮洛士娶比爾肯娜有其外交上的理由，使他可以與巴爾德里斯二世保持良好關係並結盟。當皮洛士決定要迎娶比爾肯娜之時，另一位王后拉納莎不滿皮洛士這個決定，決定棄絕夫妻關係，並說皮洛士很適合與蠻族女子相處。